# 신은미
신은미(申恩美, 1961년 ~ , Shin Eunmi) 또는 에이미 은미 정(Amy Eunmi Chung)은 한국계 미국인이다.

## 생애
대한민국 대구 출신이다. 그의 외할아버지는 대한민국 국회의원을 역임한 박순석이다. 초등학교 재학 시절에는 리틀엔젤스예술단에서 활동하기도 했으며 선화예술중학교, 선화예술고등학교, 이화여자대학교 성악과를 졸업했다. 1986년에 미국으로 이주했고 현재는 캘리포니아주에 거주하고 있다. 미국 미네소타 주립대학교에서 음악학과 석사, 음악학과 박사 학위를 취득했으며 대학교에서 성악과 교수로 근무했다. 미국 국적으로 귀화 후 대한민국 국적을 포기하였고 미국 시민권자이다.
2011년 10월부터 2012년 5월까지 3차례에 걸쳐 40여 일 동안 조선민주주의인민공화국을 여행했으며 대한민국의 인터넷 신문 《오마이뉴스》에 여행기 〈재미동포 아줌마, 북한에 가다〉를 연재했다. 2013년에는 2차례에 걸쳐 조선민주주의인민공화국을 여행했고 《오마이뉴스》에 여행기 〈재미동포 아줌마, 또 북한에 가다〉를 연재했다.
2014년 12월 10일에는 대한민국 전라북도 익산시에 위치한 신동성당에서 과거 민주노동당 부대변인을 역임했던 황선과 함께 통일 토크 콘서트를 열었지만 조선민주주의인민공화국의 정치 체제를 미화한다는 의혹을 받았다. 이 과정에서 일베저장소 회원으로 활동했던 고등학생이 일명 로켓 캔디(설탕과 질산 칼륨을 섞어 만든 모델 로켓의 연료)를 담은 냄비에 불을 붙여 행사장에 투척하는 사고가 일어나기도 했다.
보수단체 '활빈단' 대표는 신은미를 《국가보안법》 위반 혐의로 고발해 대한민국 경찰 당국은 신은미에 대해 출국 정지를 요청했다. 대한민국 검찰 당국으로부터 기소유예 처분을 받은 신은미는 강제 출국 조치를 받았고 5년 동안 대한민국 입국이 금지되었다. 2015년 여름에는 일본에서 순회 강연을 열었다.
2017년 미국 정부가 오토 웜비어 사망 사건을 계기로 미국 국민의 조선민주주의인민공화국 여행을 금지하면서 이제는 대한민국은 물론이고 조선민주주의인민공화국도 갈 수 없는 처지가 되었다.

## 저서
- 《재미동포 아줌마, 북한에 가다 - 내 생애 가장 아름답고도 슬픈 여행》 (2012년, 네잎클로바) - 《오마이뉴스》에 연재한 여행기 〈재미동포 아줌마, 북한에 가다〉를 책으로 출간했다.
- 《재미동포 아줌마, 또 북한에 가다 - 내 생애 가장 아름답고도 행복한 여행》 (2015년, 네잎클로바) - 《오마이뉴스》에 연재한 여행기 〈재미동포 아줌마, 또 북한에 가다〉를 책으로 출간했다.
- 《남과 북의 오작교가 되어 - 재미동포 아줌마 '종북 마녀사냥' 수난기》 (2016년, 말)

## 수상
- 2013년 2월 《오마이뉴스》 올해의 뉴스게릴라상 수상
- 2014년 10월 제20회 통일언론상 특별상 수상
- 2015년 7월 제17회 한겨레통일문화상 수상